# Philippe Tamborini
Philippe Tamborini   (23 de maig de 1958) és un pianista i professor francès.

## Biografia
Philippe Tamborini va començar a estudiar el piano als set anys. Va estudiar a la Schola Cantorum amb Nadia Tagrine i va ingressar per unanimitat al Conservatori Nacional de Música de París el 1976.
El 1981 va guanyar els seus primers premis de piano i música de cambra a les classes de Jacques Rouvier i Geneviève Joy, així com el certificat d'acompanyament a la classe d'Anne Grapotte. Després de graduar-se del Cnsm, va millorar les seves habilitats amb mestres russos com Ievgueni Malinin, Lev Naumow i Héléna Varvarova.
Notat durant el seu pas a les semifinals del Monte-Carlo Piano Masters el 1995, va aparèixer al programa Alain Duault de France 3.
Actua regularment en concerts a França (Théâtre du Châtelet, Auditorium Saint-Germain, Salle Debussy-Pleyel, Musicora, la Cité des Sciences, l'Espace Carpeaux de Courbevoie, l'Espace Croix-Baragnon de Tolosa de Llenguadoc, etc.) i a l'estranger (Friebourg, Ginebra, Roma, Barcelona, Dublín...) com a solista i en música de cambra.
Des del 19935 imparteix classes de piano complementari al Conservatori Nacional de Música i Dansa de París on entre els seus alumnes ha tingut en Lucas Debargue.